# Селезов, Андрей Юрьевич
Андрей Юрьевич Селезов (род. 21 июля 1967, Москва) — советский и российский хоккеист, нападающий. Мастер спорта России. Тренер.

## Биография
С восьми лет воспитанник московского «Спартака», тренер Дмитрий Китаев. Начинал игратьв в «Моторе» Барнаул (вторая лига, 1985/86 — 1986/87). Половину сезона 1986/87 провёл в СКА Новосибирск, затем вернулся в «Мотор». Провёл один матч в Кубке РСФСР за «Металлург» Череповец. В сезоне 1988/89 сыграл два матча за «Спартак» в высшей лиге и 54 — за «Трактор» Липецк во второй. Сезон 1989/90 провёл в омском «Авангарде», после чего уехал во Францию. Вернувшись, отыграл в «Авангарде» половину сезона 1991/92. В дальнейшем выступал за «Русский вариант» Липецк (1992/93 — 1993/94), «Торпедо» Ярославль (1993/94), «Кристалл» Саратов (1995/96, 1997/98, 1999/2000), «Молот» (1995/96 — 1996/97), «Нефтяник» Альметьевск (1997/98 — 1999/2000, 2000/01 — 2002/03), «Кристалл» Электросталь (1999/2000), «Химволокно» (Беларусь, 2002/03).
Окончил Волгоградский государственный институт физической культуры (1996), Челнинский государственный институт физической культуры.
Тренер в ДЮСШ Альметьевска, ДС «Центральный» («Центр»/«Спорт-Центр») Москва (2005—2010). Тренер «Крыльев Советов» (2010—2011). Тренер команды «Ледяные волки» Москва (Российская товарищеская хоккейная лига, 2012/13). Тренер команды СК «Звезда» СЗАО (2013/14). С 2015 года — детский тренер в школе «Янтарь» Москва. Также тренер студенческой команды МАИ «Ледяные волки».